# Fockeline Ouwerkerk
Pour les articles homonymes, voir Ouwerkerk (homonymie).
Fockeline Ouwerkerk, née le 2 juin 1981 à Westmaas, est une actrice néerlandaise.

## Filmographie

### Cinéma
- 2005 : Staatsgevaarlijk (nl) : Fleur
- 2007 : Kicks (nl) : Anita
- 2007 : Pretty, Sick and Twisted : Lena
- 2007 : Alles is liefde : la narratrice
- 2008 : Tiramisu (nl) : l'auditrice
- 2011 : Zieleman : Mira
- 2011 : Een bizarre samenloop van omstandigheden (nl) de Joost Reijmers : Sœur de Jacob[2]
- 2012 : AchterRuit : La maman
- 2013 : Feuten: Het Feestje (nl) : la petite amie de Marie-Claire
- 2014 : Lucia de B (nl) de Paula van der Oest : la collègue de Lucia, Joosje[3]
- 2014 : Gelukkig ben ik gelukkig : Jasha
- 2014 : Une belle famille de Mark de Cloe : Tosca
- 2017 : Tuintje in mijn hart (nl) : Victoria
- 2018 : Taal is zeg maar echt mijn ding (nl) : Paulien Cornelisse[4]
- 2018 : Le Banquier de la Résistance (Bankier van het verzet) de Joram Lürsen : Tilly van Hall[5]
- 2025 : iHostage de Bobby Boermans : Soof

### Téléfilms
- 2004 : ZOOP (nl) : Rachelle
- 2005-2006 : Samen (nl) : Roxanne Kloosterboer
- 2006 : Intensive Care (nl) : La Reporter
- 2006 : Met één been in het graf (nl) : Carola
- 2006 : Juliana : Dame secretariaat
- 2007 : Shouf Shouf! (nl) : Vanessa
- 2007 : Voetbalvrouwen (nl) : Ankie
- 2007-2008 : De Co-assistent (nl) : Sanne Kamphuis
- 2009-2010 : Dol (nl) : Mimi
- 2010 : Den Uyl en de affaire Lockheed (nl) : Barbara den Uyl
- 2011 : De Meisjes van Thijs (nl) Marlou : Marlou
- 2011 : Seinpost Den Haag (nl) : Suzan de Wit
- 2012 : Van God Los (nl) : Machteld Veere
- 2013 : Divorce (nl) : Merel
- 2013-2018 : Moordvrouw : Liselotte van Kempen
- 2013 : Overspel (nl) : Advocate van Pepijn
- 2014 : Une belle famille : Tosca
- 2015 : Gouden Bergen (nl) : Annelore
- 2015 : Meiden van de Herengracht (nl) : Wendy Bergman
- 2015 : Volgens Jacqueline : Anna
- 2016 : La Famiglia (nl) : Leonie Koster
- 2017 : De Spa (nl) : Evelien
- 2018 : Nieuwe buren (nl) : Anouk Marcanter-op den Hage